# Bill Bunting
William Carl Bunting, detto Bill (New Bern, 26 agosto 1947), è un ex cestista statunitense, professionista nella ABA.

## Carriera
È stato selezionato dai New York Knicks al secondo giro del Draft NBA 1969 (26ª scelta assoluta).